# Лёве, Адольф
Адольф Лёве (Лоу; нем. Adolph Löwe; 4 марта 1893, Штутгарт, Германская империя — 3 июня 1995, Вольфенбюттель, Германия) — немецкий экономист и социолог.

## Биография
Адольф Лёве учился в университетах Мюнхена, Берлина и Тюбингена (доктор права, 1918). Ветеран Первой мировой войны. В 1920-е годы был сторонником религиозного социализма. С 1922 года работал в Министерстве экономики Веймарской республики. Преподавал в Кильском (1925—1931) и Франкфуртском (1931—1933) университетах. Возглавлял Кильский институт мировой экономики (1926—1931).
В 1933 г. эмигрировал. В 1933—1940 работал в Манчестерском университете. В 1941—1963 в Новой школе социальных исследований (Нью-Йорк), где преподавали и другие европейские эмигранты: Ханна Арендт, Макс Вертгеймер, Фрида Вундерлих, Франко Модильяни, Эмиль Ледерер, Альфред Шюц.

## Основные произведения
- «Безработица и преступность» (Arbeitslosigkeit und Kriminalität, 1914);
- «Экономическая теория и социология: оправдание сотрудничества в общественных науках» (Economics and Sociology: A plea for cooperation in the social sciences, 1935);
- «Об экономическом знании: по направлению к науке политической экономии» (On Economic Knowledge: Toward a science of political economics, 1965).

### Награды
В 1979 году Ассоциация эволюционной экономики (AFEE) удостоила его премии Веблена-Коммонса.
В 1983 году Бременский университет присвоил Лоу первую степень почетного доктора.
В 1984 году федеральный президент Рихард фон Вайцзеккер вручил ему Орден «За заслуги перед Федеративной Республикой Германия».
В 1989 году он получил почетное членство Франкфуртского экономического общества, организации выпускников экономического факультета Университета Гете во Франкфурте.